# Comté de Henry (Iowa)
Pour les articles homonymes, voir Henry et Comté de Henry.
Le comté de Henry est un comté de l'État de l'Iowa, aux États-Unis.